# Myrmica kryzhanovskii
Myrmica kryzhanovskii (лат.) — вид мелких муравьёв рода мирмик подсемейства мирмицин. Средняя Азия. Обнаружен в ореховых лесах и влажных лугах на высоте около 1500 м.

## Распространение
Вид встречается в Средней Азии (Кыргызстан и Таджикистан).

## Описание
Мелкие желтовато-коричневые муравьи длиной около 4—5 мм. Голова с параллельными друг к другу боковыми сторонами. Длина головы рабочих 1,04—1,16 мм, ширина головы 0,85—0,99 мм, длина скапуса усика 0,87—0,98 мм. Усики 12-члениковые. На его скапусе длинные торчащие отстоящие щетинки, которые по длине примерно равны максимальному диаметру скапуса или немного больше. Скапус на изгибе у основания не угловатый, слегка плавно изогнут. Наличник спереди закруглён и слабо выступает. Лобные валики короткие. Узелок петиоля в профиль округло-треугольный, передний стебелёк петиоля относительно длинный. Проподеальные шипики на заднегрудке короткие, но острые. Средние и задние голени с развитыми гребенчатыми шпорами.

## Систематика и этимология
Описан советским мирмекологом Константином Владимировием Арнольди (1901—1982) по касте рабочих, собранным в Таджикистане. Первоначально Myrmica kryzhanovskii сближали с представителями группы видов Myrmica rubra или Myrmica smythiesii. Позднее таксон был включён в видовую группу или комплекс dshungarica (например, M. dshungarica, M. juglandeti, M. ferganensis и M. afghanica, которые обитают в горах Тянь-Шаня и Памира). Видовое название M. kryzhanovskii дано в честь энтомолога профессора Олега Леонидовича Крыжановского (1918—1997).